# Daniele Varesco
Daniele Varesco (* 25. Juli 1995) ist ein ehemaliger italienischer Skispringer.

## Werdegang
Varesco feierte sein Debüt im internationalen Wettbewerb bei zwei Wettbewerben im Rahmen des Alpencups am 24. und 25. Januar 2009 in Reit im Winkl, bei denen er 62. und 63. wurde. Nach zwei zehnten Plätzen im Einzel und mit der Mannschaft bei den Olympischen Jugend-Winterspielen 2012 in Innsbruck, debütierte er schließlich im Februar 2013 in Kranj mit den Plätzen 35 und 36 in FIS Cup. Im Dezember des Jahres startete Varesco dann erstmals im Skisprung-Continental-Cup mit einem 51. und einem 60. Platz in Lahti, weitere Wettbewerbe folgten. Gegen Ende der Weltcup-Saison 2013/14 versuchte er sich viermal für ein Weltcupspringen zu qualifizieren. Da ihm dies nicht gelang, folgten erst einmal weitere gute Platzierungen im FIS-, Alpen- und Continental Cup. Im Dezember 2014 gelang Varesco schließlich die Qualifikation für die Weltcupspringen in Nischni Tagil, bei welchem er dann sein Debüt mit den Plätzen 48 und 39 gab. Es folgten mehrere Auftritte bei Mannschaftsspringen, bei denen Varesco mit dem italienischen Team antrat, aber jeweils nie das Finale erreichte. So auch nicht bei den Nordischen Skiweltmeisterschaften 2015 in Falun, bei denen er mit der Mannschaft nur Platz elf erreichte. Nach erfolgreicher Qualifikation für das Einzelspringen von der Normalschanze kam Varesco im Wettbewerb auf den 46. Platz, für den Einzelwettbewerb von der Großschanze konnte er sich nicht qualifizieren. In der Folge konnte Varesco keine Punkteränge im Continentalcup erreichen. nicht mehr für die Nationalkader qualifizieren, weshalb er für die Saison 2018/19 keinen Startplatz mehr erhielt. Seine letzten internationalen Springen absolvierte er im Winter 2018/19 im Rahmen des FIS Cup in Ljubno und Villach. 